# Église Notre-Dame de l'Assomption (Tintigny)

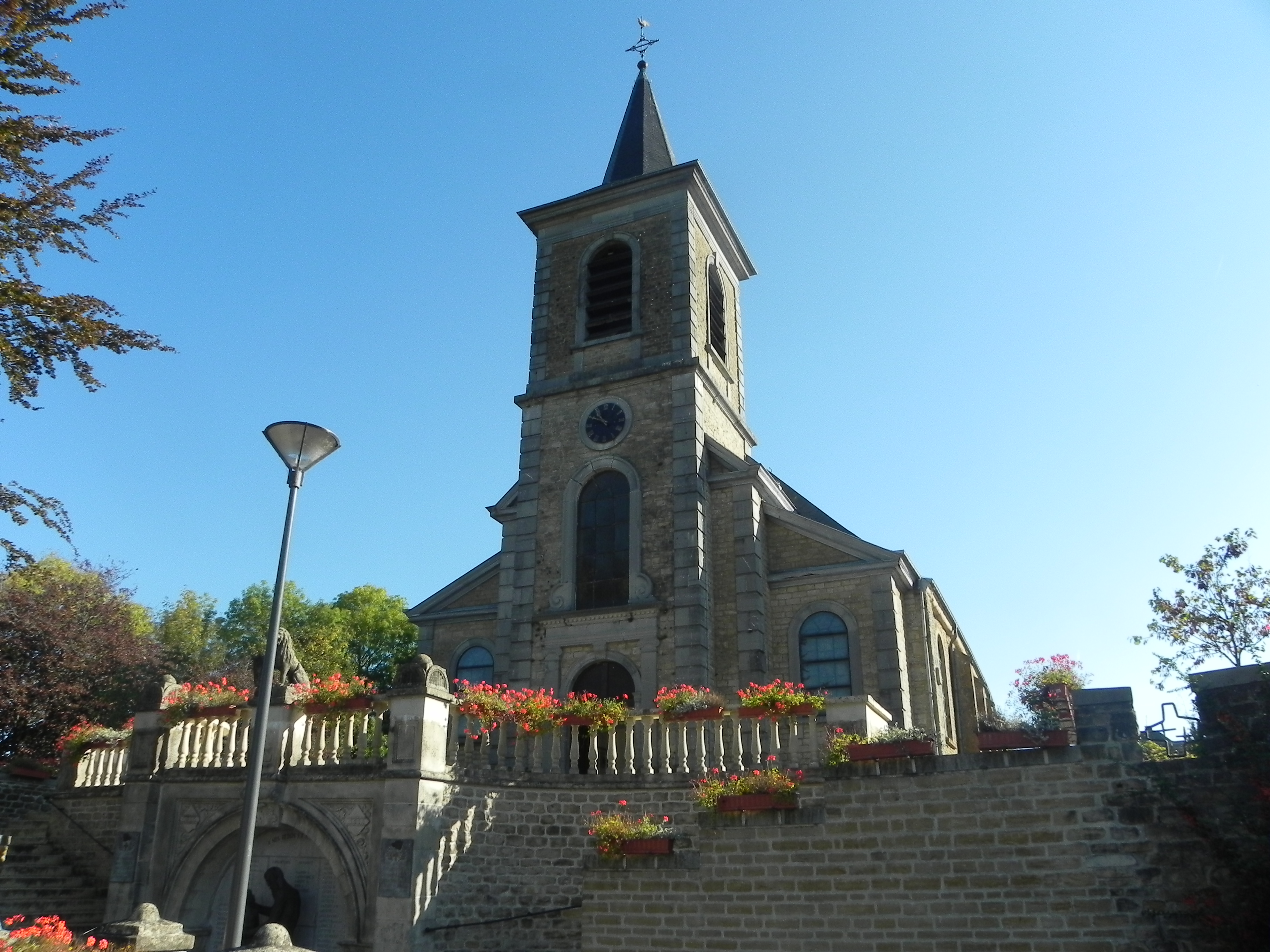
Kerk van Tintigny

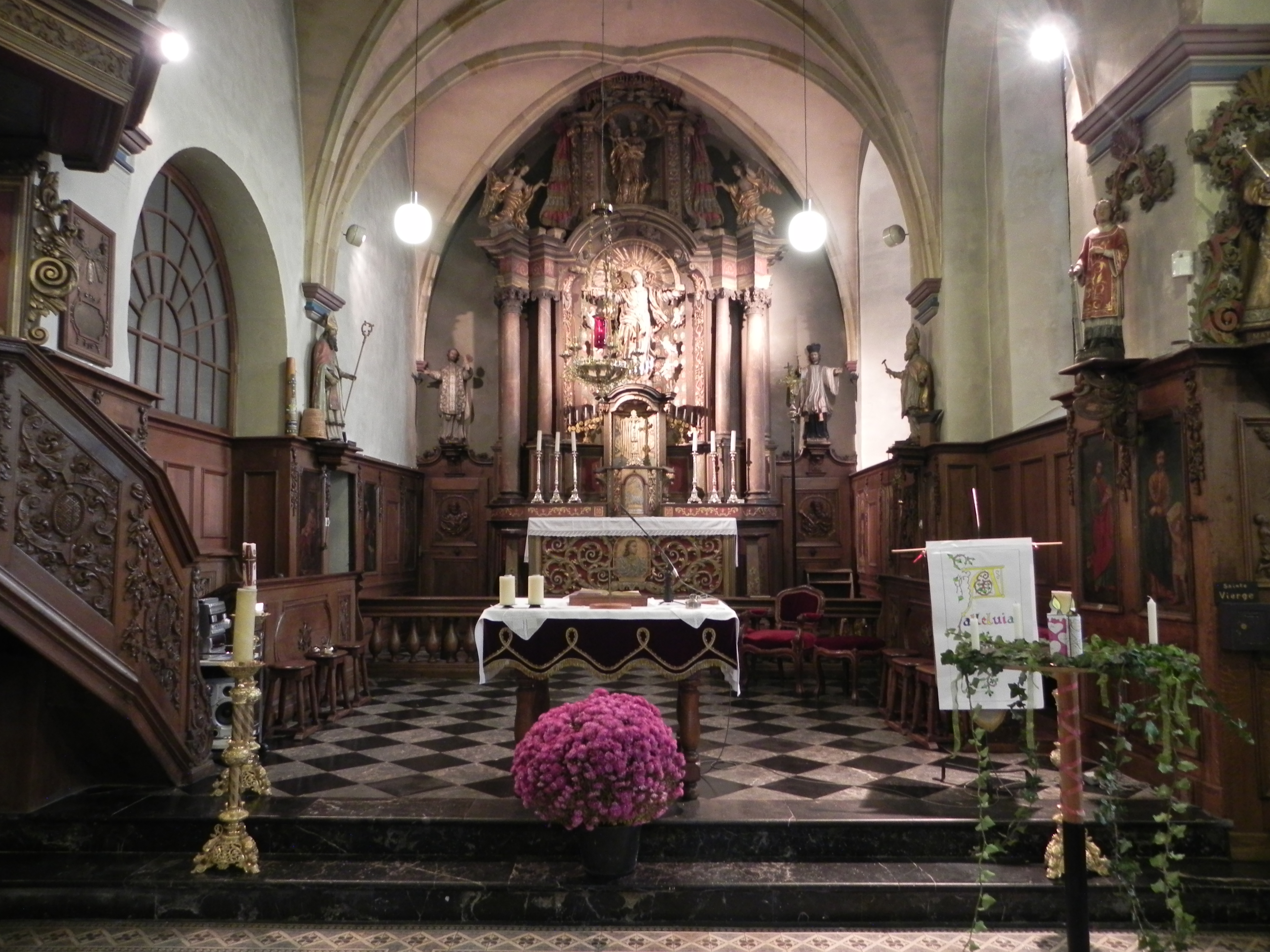
Koor

De Église Notre-Dame de l'Assomption (Onze-Lieve-Vrouw-Hemelvaartkerk) is de parochiekerk van de Waals-Luxemburgse gemeente Tintigny.

## Beschrijving
De kerk ligt iets buiten het centrum en is vanaf een pleintje met een trap bereikbaar. Hier bevindt zich een monument voor de gevallenen in beide wereldoorlogen. Rondom de kerk is een begraafplaats; huizen staan aan de zuid- en oostzijde. De noordkant van de kerk domineert het landschap, met de rivier Semois die er aan de benedenkant langs stroomt, en weilanden. De kerk staat vooral bekend om de barokke meubels, die het schip en koor sieren. Sommige meubels dateren uit 1733.

## Geschiedenis
De naam van de parochie verscheen voor het eerst in het jaar 1097 in het oprichtingsstatuut van de priorij van Sainte Walburge de Chiny. Er zijn verschillende aannames over de bouw van de kerk, die in fasen plaatsvond en grote restauraties heeft ondergaan. Sommige bronnen zeggen dat het schip werd gebouwd in 1602, bij een bestaande kapel. Volgens andere bronnen dateert de kerk uit de 16e eeuw; er is een document uit 1570 dat de kerk noemt.
Als men deze hypothese volgt, is het de kapel die in 1602 tegen de bestaande kerk werd gebouwd. Het is in elk geval zeker dat de kapel is gebouwd toen het dorp onder de heerschappij was van de families de Barbanson en de Barbanson d’Ongnies, die aan het begin van de 17e eeuw het château de Villemont bezaten. De kapel werd kennelijk op hun kosten gebouwd en was bestemd voor persoonlijk gebruik, deze werd daarom 'kapel van de Heren' genoemd.

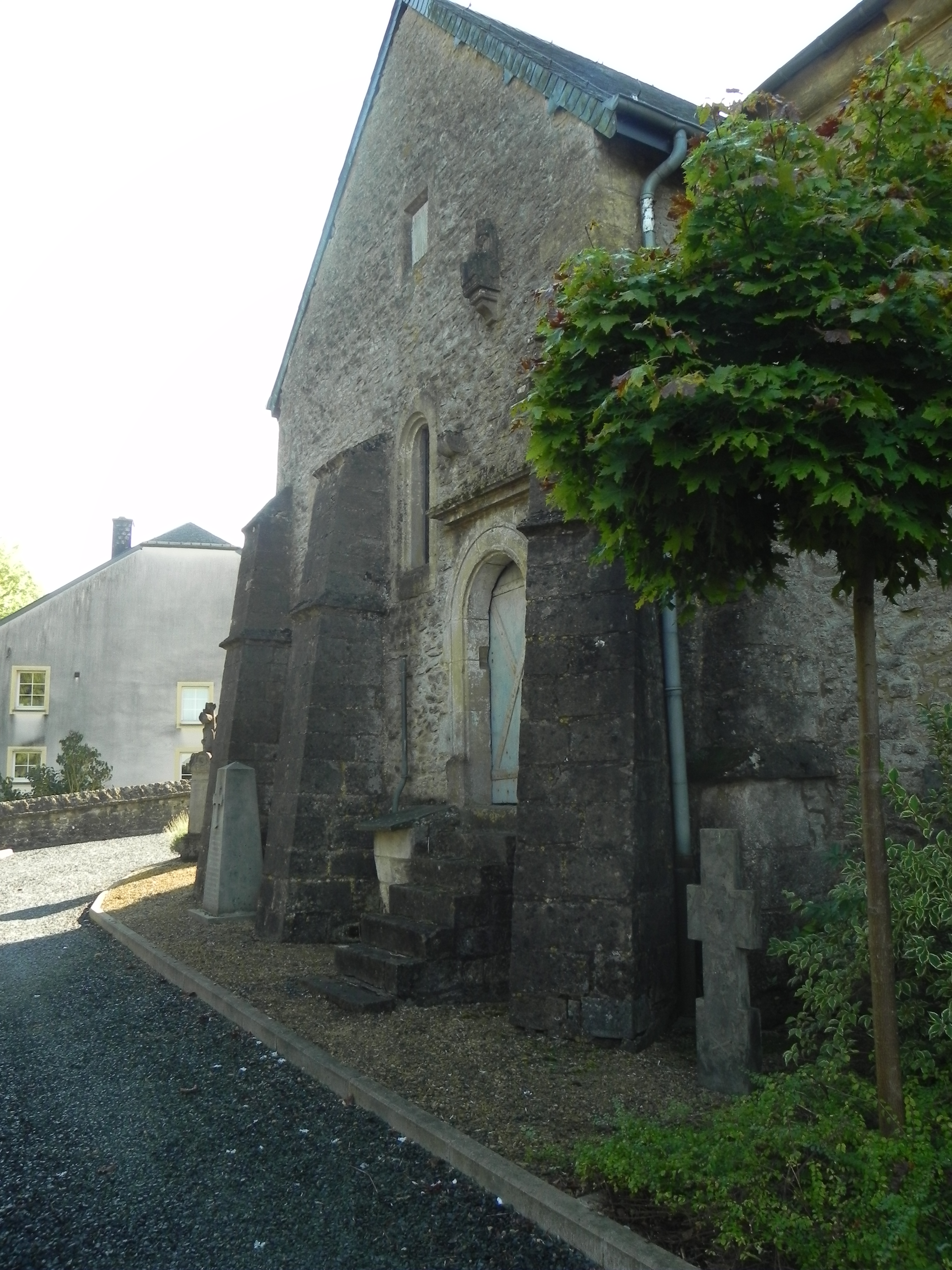
"Kapel van de Heren", buitenzijde

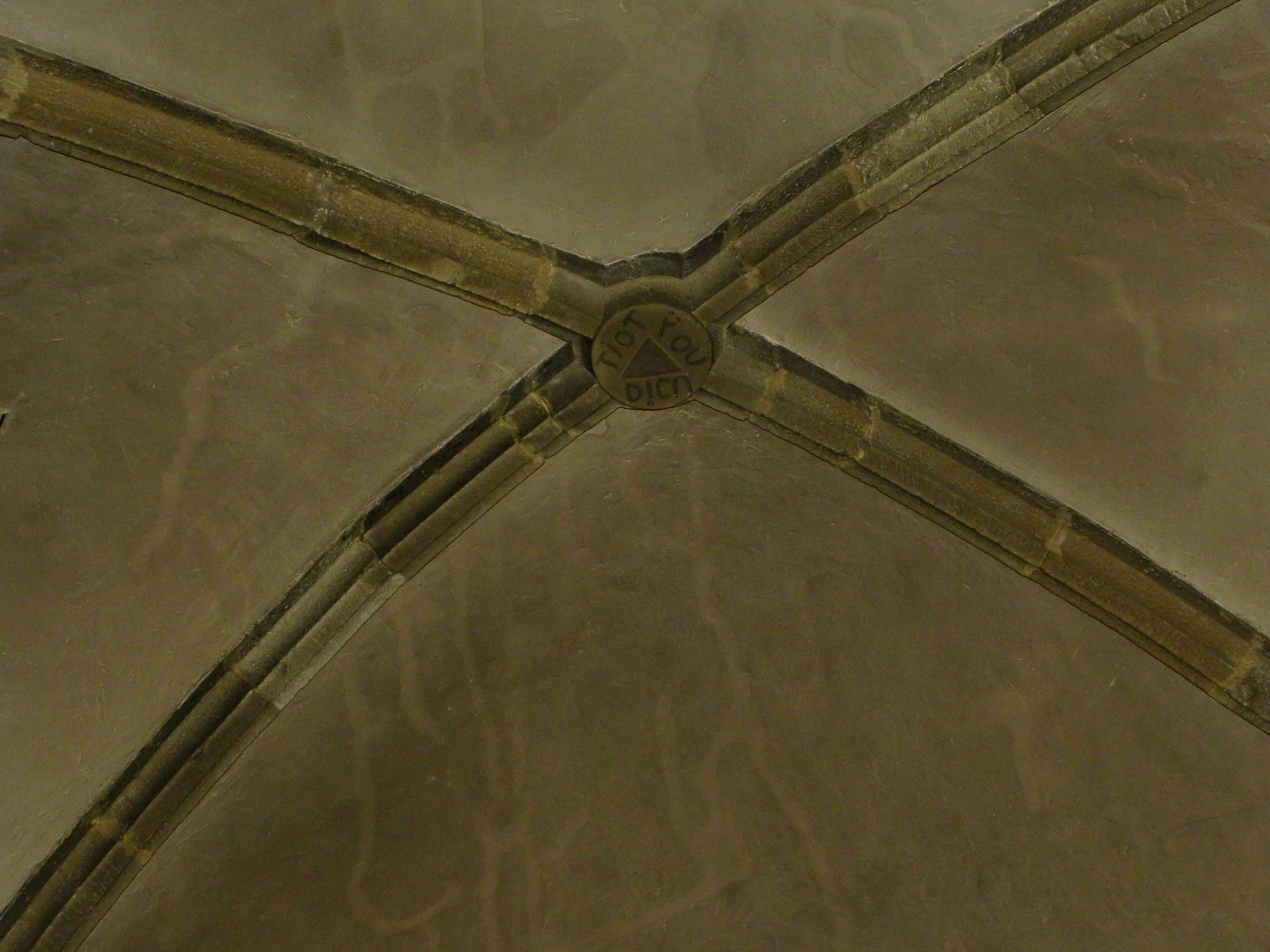
Sluitsteen in het schip

Een restauratie vond plaats in 1736 waarbij een rechthoekige sacristie werd toegevoegd. In januari 1763 werden de klokkentoren en het oostelijk deel van de kerk verwoest door een storm. Er werd een vierkante toren herbouwd met het puin van de oude toren. De parochianen waren eigenlijk niet tevreden met de vernieuwde toren, maar het duurde tot 1895 voordat de toren opnieuw werd aangepast, tegelijk met een renovatie en vergroting van het kerkgebouw.
Na de beide wereldoorlogen waren de glas-in-loodramen beschadigd en moesten deze worden vervangen. Dit werd uitgevoerd door het bedrijf Vosch uit Brussel. De oudste ramen dateren uit 1923 tot 1925; de andere dateren van na 1946. Het dak werd in 1978 gerestaureerd en kreeg daarbij een nieuw metalen frame.

## Architectuur
De kerk heeft een vrij eenvoudige plattegrond. Deze bestaat uit een schip met drie beuken; er zijn vijf overkappingen afgebakend door vier rijen Toscaanse zuilen. Er is geen transept. In het verlengde van het schip is een koor met een vlak hoogkoor. Het koor wordt aan de linkerkant geflankeerd door de kapel der Heren, die oorspronkelijk niet in verbinding stond met de rest van de kerk. In het verlengde van het koor is een kleine sacristie. Het gebouw is gemaakt van kalksteen uit de regio, de muren van ruw geslepen stenen, de steunberen van meer regelmatige stenen.

### Interieur

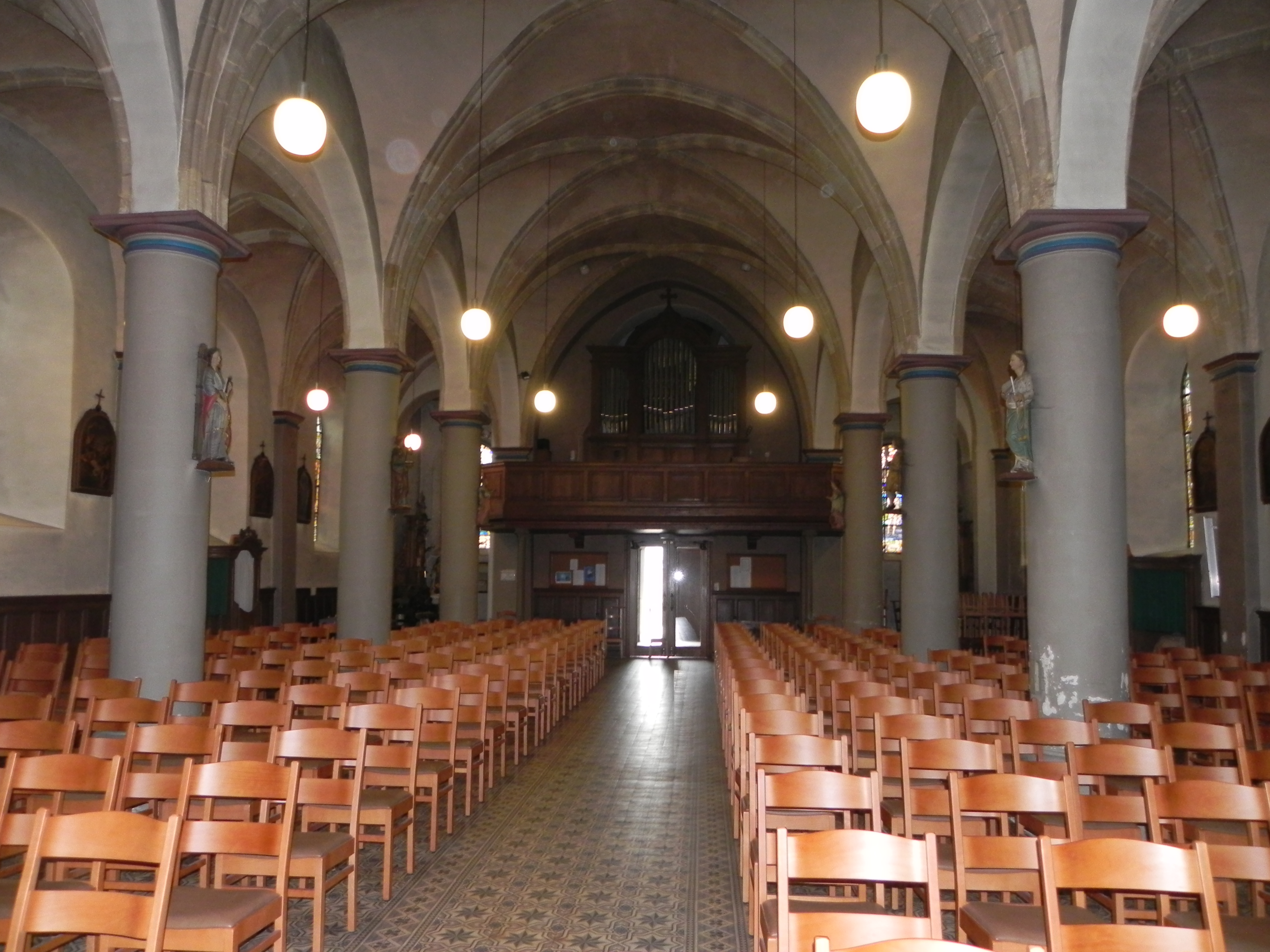
Middenschip

Het houtwerk dat het onderste deel van de koorwanden bekleedt, is versierd met houtsnijwerk van frater Abraham d'Orval. Twee uit eikenhout gemaakte deuren aan weerszijden van het altaar, openen naar de sacristie. Een erker in de linkermuur van het koor stond mensen in de kapel toe om de diensten te volgen. Een andere kleine opening werd gemaakt in de muur van de kapel van de Heren. Hierdoor kon men het schip overzien om de processie en de gelovigen te kunnen volgen. De vloer van het middenschip en de gangpaden bestaat uit grote platen steen. Voor het koor werd gebruik gemaakt van een marmeren bestrating met afwisselend zwarte en witte tegels. De trappen zijn van zwart marmer.

### Stijl
De bouwstijl is voor een groot deel Romaans van aard, dus vrij eenvoudig. De steunberen die de wanden van het schip ondersteunen, getuigen van deze stijl, evenals de ramen met halfronde bogen. Doordat de bouw in verschillende perioden plaats vond, met soms grote tussenpozen, zijn er ook andere bouwstijlen. Volgens het Patrimoine monumental de la Belgique, zijn sommige steunberen, zoals van de kapel van de Heren, in neo-gotische stijl. Het gedeelte van de gevel uit het eind van de 19e eeuw, is neo-klassiek. 